# جون هاريسون
جون هاريسون (بالإنجليزية: John Harrison) (24 مارس 1693 – 24 مارس 1776) نجار وصانع ساعات إنجليزي. اخترع هاريسون الكرونوميتر البحري، وهو جهاز للرؤية بعيدة المدى يمكن من خلاله تحديد موقع الشرق والغرب أو خطوط الطول الجغرافي للسفن في عرض البحر، لذا فقد كان بمثابة ثورة وبادرة لإمكانية اتمام رحلات بحرية طويلة بأمان. لذا فقد وافق برلمان المملكة المتحدة على منحه جائزة ماية قدرها 20,000 جنيه إسترليني (حوالي 2.87 مليون جنيه إسترليني بسعر اليوم).
حصل هاريسون على المرتبة الـ 39 في استفتاء بي بي سي لعام 2002، حول أعظم مائة بريطاني.

## روابط خارجية
- جون هاريسون على موقع الموسوعة البريطانية (الإنجليزية)
- جون هاريسون على موقع إن إن دي بي (الإنجليزية)